# Лукашова Ніна Іванівна
Лукашова Ніна Іванівна (нар. 8 лютого 1944, с. Тополі, Дворічанський р-н, Харківська область) — педагог, доктор педагогічних наук (2011), професор (2013)..

## Біографія
Лукашова Ніна Іванівна закінчила у 1966 р. Ніжинський педагогічний інститут, в якому працює з 1967 р.: 1985—2011 рр. — доцент, з 1991—2003 рр. — завідувач, з 2011 р. — професор кафедри хімії.

## Наукові дослідження
Науковий напрямок — розвиток професійних інтересів студентів-хіміків, методика викладання хімії у середній і вищій школах, історія методології науки, формування творчої особистості вчителя хімії сучасної вітчизняної школи в процесі професійно-методичної підготовки майбутніх фахівців у вищих навчальних закладах. Є співавтором підручників, зокрема пробного підручника для 10-го класу «Органічна хімія» (К., 1995; Л., 1997; перекладений рос., угор., польс. і румун. мовами).

## Основні наукові праці
- Методика викладання шкільного курсу хімії. К., 1991;
- Лабораторний практикум з неорганічної хімії. Ніжин, 1999;
- Сучасна українська хімічна номенклатура та термінологія. Ч. 1. Основні класи неорганічних сполук: Навч. посіб. Ніжин, 2000 (співавт.);
- Методика вивчення періодичного закону Д. І. Менделєєва, періодичної системи хімічних елементів і будови атома. Ніжин, 2007;
- Становлення і розвиток методики навчання хімії в загальноосвітніх школах України. Ніжин, 2010.